# 旭 (松本市)
旭（あさひ）は長野県松本市の地名。 現行行政地名は旭一丁目から旭3丁目で、住居表示実施済み区域。郵便番号390-0802。

## 地理
東側に女鳥羽川が流れ西側には国道143号が通っており、それらにはさまれた区域が範囲となる。信州大学、信州大学医学部附属病院、鈴木鎮一記念館、大安楽寺、岡宮神社、長野県松本盲学校がある。旭の範囲の半分は信州大学関連の建物で占められているうえ、その他にも旭町小学校、旭町中学校があるため住宅が集中しているのは1丁目のみ。信州大学があるため学生向けの店が多いように思えるがそれらの店は旭より桐や沢村、元町に多い。

### 一丁目
北は旭二丁目、東は女鳥羽川を挟んで元町二丁目、南は女鳥羽二丁目、西は北深志二丁目と接する。住宅が密集しており、個人商店やコンビニエンスストアが点在しているが、スーパーマーケットのような大きな商店は存在しない。

### 二丁目
北は旭三丁目、東は元町二丁目および三丁目、南は旭町一丁目、西は北深志三丁目および桐一丁目と接する。北部に松本市立旭町小学校、長野県松本盲学校、および信州大学付属松本中学校（同・松本中学校は北隣にあるが、そちらは桐一丁目に含まれる）が立地しており、住宅が多いのは一丁目に接する南部のみである。

### 三丁目
北は水汲および美須々、東は元町三丁目および南浅間、南は旭二丁目、西は桐一丁目および二丁目と接している。大部分を信州大学の敷地が占めており、諸学部や医学部付属病院、研究施設がある。北端の一部は松本市立旭町中学校の敷地となっており、これらの学校の敷地と女鳥羽川に挟まれた細長い土地に住宅が立ち並ぶ。商店の類はほとんど存在しない。

## 歴史
1・2丁目は1965年9月1日、3丁目は1967年7月1日に住居表示実施。1丁目は江戸時代には松本町のはずれにあり町人地が中心で、その他は桐村（桐原分）の農村部であった。

### 地名の由来
現在信州大学や信州大学附属病院の置かれている場所には戦前歩兵第50連隊が設置されており、町名は旧日本軍の旭日旗にちなんで旭となった。俗地名として江戸時代の旧町名からの天白町、中ノ町、東ノ町、上下町（かみしものまち）、下下町（したしものまち）、岡宮文園町などがある。

## 世帯数と人口
2018年（平成30年）10月1日現在の世帯数と人口は以下の通りである。
| 丁目    | 世帯数  | 人口    |
| ------- | ------- | ------- |
| 旭1丁目 | 270世帯 | 554人   |
| 旭2丁目 | 247世帯 | 482人   |
| 旭3丁目 | 149世帯 | 239人   |
| 計      | 666世帯 | 1,275人 |